# Evaristo Carriego (poeta)
Evaristo Francisco Estanislao Carriego (Paraná, Provincia de Entre Ríos; 7 de mayo de 1883-Buenos Aires; 13 de octubre de 1912) fue un poeta argentino.

## Biografía
Su familia era de largo arraigo en la provincia de Entre Ríos, descendientes del sevillano Hernán Mejía de Mirabal (El Bravo), uno de los fundadores de la ciudad de El Barco, que luego derivó en Santiago del Estero. Fueron sus padres Nicanor Evaristo Carriego Ramírez y María de los Ángeles Giorello. Su abuelo paterno, José Evaristo Carriego de la Torre, que Carriego recuerda en un relato, Recuerdo de mi tiempo, fue un periodista muy polémico y legislador de orgullosa trayectoria: "Cuando la legislación del Paraná resolvió levantarle a Justo José de Urquiza una estatua en vida, el único diputado que protestó fue el doctor Carriego, en oración hermosa aunque inútil..." (Jorge Luis Borges, Evaristo Carriego. Buenos Aires, 1930).
Durante su niñez se trasladó junto a su familia al barrio de Palermo ("barrio de compadritos") en Buenos Aires (calle Honduras entre Bulnes y Mario Bravo). La suya es, desde entonces, una existencia lineal, sin exabruptos, sin hitos memorables. Vivió de ciertos cariños íntimos, del amor de una muchacha muerta, de los amigos seguros. Visitó redacciones y revistas, anarquistas algunas -anarquizantes, como se autoadjetivaría Carriego en un relato-, como La Protesta. Allí conoció a Juan Más y Pi, quien, junto con Marcelo del Mazo, sería un amigo cercano y comprensivo. Son años de discusiones sobre las ideas importadas y la literatura que se está haciendo: "...el centro aquel tan curioso -dice Más y Pi-, que se constituía en la redacción de La Protesta, que era entonces, un diario anarquista simple de ideas, donde se hacía más literatura que acracia, y donde el encanto de una bella frase valía más que todas las aseveraciones de Kropotkin o de Jean Grave".
Se inició masón el 3 de julio de 1906 en la Logia Esperanza Nº 111 junto con Florencio Sánchez, autor de M’hijo el dotor, creador del término “canillita” para designar a los vendedores de diarios.

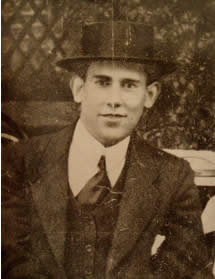
Evaristo Carriego.

Carriego vivió en Buenos Aires con la seguridad de ser poeta y la urgencia del reconocimiento: "Imponía sus versos en el café -dice Borges en la obra citada-, ladeaba la conversación a temas vecinos de los versificados por él. Participó, con sus urgencias, del ambiente literario de la primera década del siglo XX, frecuentó los cafés famosos, se desveló hasta la madrugada en las reuniones de escritores, pero se iba alejando lentamente, como volviendo hacia un centro único de interés: En vez de amplificar más cada día su campo de observación, Carriego parecía complacerse en reducirlo. Me basta con el corazón de una muchacha que sufre, dijo cierto día en el ardor de una discusión". Su vida se constituyó así como su poesía, con elementos primarios y simples y fue vida breve: muere el poeta, a los 29 años, el 13 de octubre de 1912, de tuberculosis.

Carriego fue el hombre que descubrió las posibilidades literarias de los decaidos y miserables suburbios de la ciudad: el Palermo de mi infancia. Su carrera siguió la misma evolución del tango: arrollador, audaz y valeroso al principio, luego convertido en sentimental. En 1912, cuando tenía 29 años, murió de tuberculosis, dejando un solo libro publicado [Misas herejes]. Recuerdo que el ejemplar, dedicado a mi padre, fue uno de los diversos libros argentinos que habiamos llevado a Ginebra y que yo allí leí y releí.
Jorge Luis Borges, Autobiografía

## Obra
Publicó su primer libro de poemas, Misas herejes, en 1908. Comienza su vida poética con inevitables influencias que se delatan ya desde el título: ecos del satanismo de moda, de raíz baudelairiana, en esa reducción ad absurdum del misticismo por la paradoja, misas y herejes. Casi todo es herencia y retórica de escuela en este libro, dividido en 5 secciones, de clara tendencia modernista. Luego vienen El alma del suburbio y La canción del barrio, en la cual operan todos los arquetipos que constituirían su mitología personal y porteña tanguera, donde destacan los guapos, los cafés, el barrio, etcétera. Todas estas obras serían publicadas póstumamente. Una calle de la ciudad de Buenos Aires en el barrio de Flores, la "Milonga carrieguera" de María de Buenos Aires de Astor Piazzolla y un tango compuesto por Eduardo Rovira llevan su nombre en su homenaje.

## Su obra poética
- Misas herejes (1908)
- La canción del barrio (1913)

## Cuentos
- Flor de arrabal (1927)